# Gaby, artisan charcutier
Pour plus de détails, voir Fiche technique et Distribution.
Gaby, artisan charcutier est un film français réalisé par Marie-Claude Treilhou, sorti en 1988.

## Fiche technique
- Titre : Gaby, artisan charcutier
- Réalisation et scénario : Marie-Claude Treilhou
- Pays d'origine :  France
- Format : Couleur
- Format de production : 16 mm
- Genre : court métrage
- Durée : 8 minutes
- Date de sortie : France - 1988